# Anne Rosenkilde
Anne Kirstine Rosenkilde, född Paaske 1825 i Köpenhamn, död där 1885, var en dansk skådespelare, aktiv 1843-64. 
Anne Rosenkilde var dotter till hökaren Anders Paaske och Anne Sophie Schiødt. Hon debuterade i Kristiania (Oslo) 1843. Från 1850 var hon verksam i Köpenhamn, där hon var vaudevilleprimadonna på Casinoteatern. Hon debuterade på Hofteatret 1855, där hon gjorde stor succé, och på Det Kongelige Teater i Köpenhamn 1856. Hon var verksam till 1864. Hon beskrevs som en bra vaudevilleskådespelerska.  
Anne Rosenkilde gifte sig 1844 med skådespelaren Adolph Marius Rosenkilde.